# Nowoekonomiczne
Nowoekonomiczne (ukr. Новоекономічне) – osiedle typu miejskiego na Ukrainie, w obwodzie donieckim, w rejonie pokrowskim, w hromadzie Hrodiwka. W 2024 liczyło 260 mieszkańców.

## Historia
Podczas okupacji niemieckiej w czasie II wojny światowej w osadzie zlokalizowany był podobóz niemieckiego obozu jenieckiego Stalag 378.